# DECstation

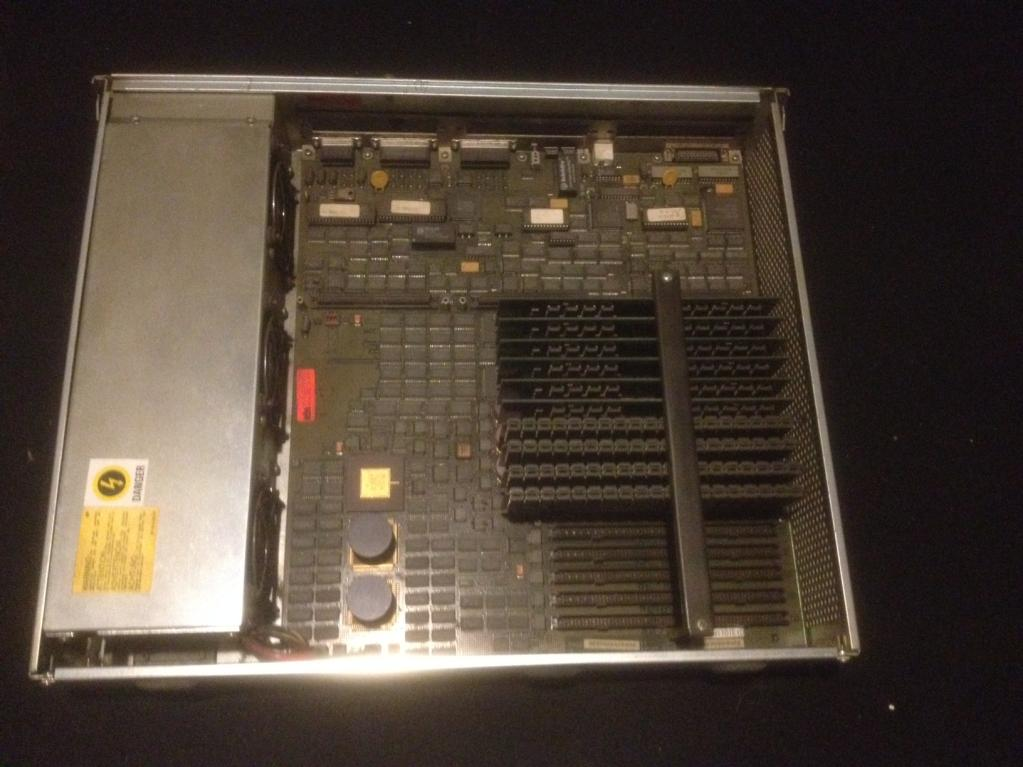
DECstation 5000/200 ohne Deckel

DECstation war die Bezeichnung diverser Reihen von Computersystemen der Firma Digital Equipment Corporation (kurz DEC). Diese lassen sich in drei Bereiche einreihen. Der erste davon war ein 1978 herausgebrachtes reines Textverarbeitungssystem. Der zweite und dritte Bereich wurde 1989 auf den Markt gebracht und beinhaltete zum einen Workstations mit MIPS-RISC-Prozessoren (der bekannteste der drei Bereiche) sowie eine ganze Reihe IBM-PC-kompatibler Computer.

## DECstation 78
Das erste Computersystem namens DECstation war ein Textverarbeitungssystem, das auf der PDP-8 basierte und in einem VT52-Terminal eingebaut war. Es war auch unter der Bezeichnung VT78 bekannt.

## DECstation RISC Workstations
Gegen Ende der 1980er Jahre versuchte DEC nahezu jeden Bereich in der Computerbranche abzudecken, und da die Firma bisher noch keine RISC-basierten Computer im Portfolio hatte, wurde dies einerseits im Workstation-Bereich durch die DECstations, andererseits im Server-Bereich durch neue Systeme mit dem Namen DECsystem abgedeckt, die beide mit MIPS-Prozessoren arbeiteten und sich im Wesentlichen in die folgenden drei Baureihen gliedern:
- DECstation 3100 und DECstation 2100
- Personal DECstation 5000 Serie
- DECstation 5000 Model 100 und 200.

Diese Systeme waren kommerziell recht erfolgreich und sind daher wesentlich bekannter als die anderen beiden Bereiche, so dass mit DECstation in der Regel diese Systeme gemeint sind. Im Gegensatz zum Vorgängersystem VAX und auch zum Nachfolger Alpha wurden alle Systeme ausschließlich mit dem DEC-eigenen BSD-basiertem Betriebssystem Ultrix ausgeliefert. Da die Hardware ziemlich robust war, laufen auch heute noch manche Systeme. Weil der Betrieb mit Ultrix aber nicht mehr zeitgemäß ist, kann man sie auch mit NetBSD oder Linux betreiben.

## DECstation PCs
Zur gleichen Zeit wie die RISC Workstations brachte DEC auch PC-kompatible Systeme für den Betrieb mit MS-DOS auf den Markt, die sich in drei Serien mit jeweils 3-stelligen Typbezeichnungen unterteilen lassen. Dabei stand die erste Ziffer für die jeweilige Generation der entsprechenden Intel-Prozessoren, also 2xx mit 80286, 3xx mit 80386er und 4xx mit 80486er Prozessoren.